# Distrikt Santa Rosa (El Dorado)
Der Distrikt Santa Rosa liegt in der Provinz El Dorado in der Region San Martín in Nordzentral-Peru. Der Distrikt wurde am 6. April 1962 gegründet. Er besitzt eine Fläche von 249 km². Beim Zensus 2017 wurden 7013 Einwohner gezählt. Im Jahr 1993 lag die Einwohnerzahl bei 1800, im Jahr 2007 bei 5934. Sitz der Distriktverwaltung ist die 283 m hoch gelegene Ortschaft Santa Rosa mit 329 Einwohnern (Stand 2017). Santa Rosa befindet sich 16,5 km südsüdöstlich der Provinzhauptstadt San José de Sisa.

## Geographische Lage
Der Distrikt Santa Rosa liegt in den östlichen Voranden im Süden der Provinz El Dorado. Der Río Sisa durchquert den Distrikt in südöstlicher Richtung.
Der Distrikt Santa Rosa grenzt im äußersten Südwesten an den Distrikt Alto Saposoa (Provinz Huallaga), im Westen an den Distrikt Agua Blanca, im Nordwesten an den Distrikt San José de Sisa, im Nordosten an die Distrikte Zapatero und Cuñumbuqui (beide in der Provinz Lamas), im Osten an den Distrikt Buenos Aires (Provinz Picota) sowie im Süden an den Distrikt San Pablo (Provinz Bellavista).

## Ortschaften
Im Distrikt gibt es neben dem Hauptort folgende größere Ortschaften:
- Alto Palmeras (428 Einwohner)
- Barranquita (384 Einwohner)
- Machu Picchu (254 Einwohner)
- Nueva Santa Rosa (234 Einwohner)
- Nuevo Chontal (203 Einwohner)
- Ramon Castilla (617 Einwohner)
- San Juan de Talliquihui (740 Einwohner)
- Santa Elena (363 Einwohner)
- Santa Martha (1305 Einwohner)